# Rechazo al uso de mascarillas

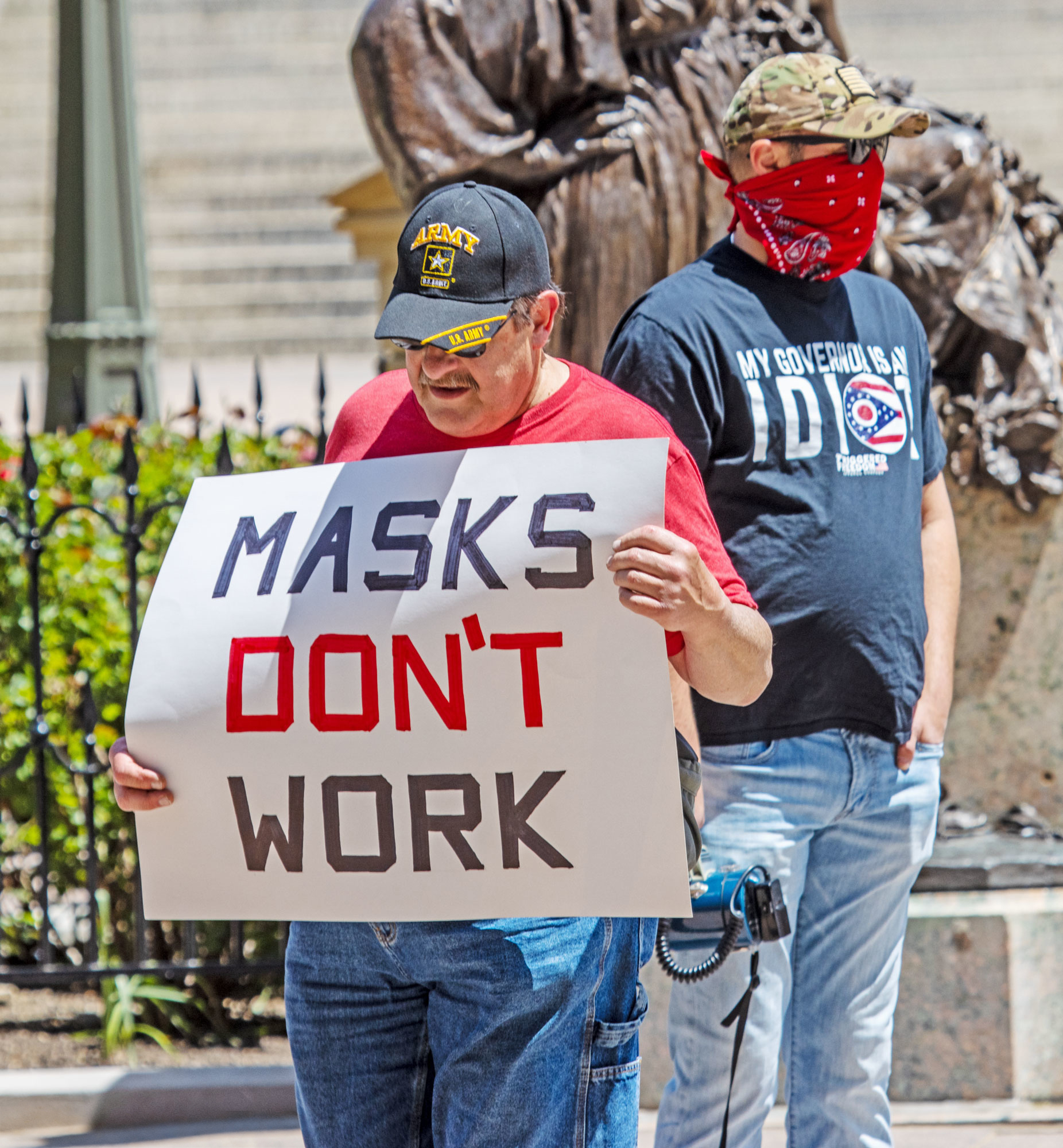
«Las máscaras no funcionan», un cartel de protesta en Ohio, Estados Unidos, durante la pandemia de COVID-19 en mayo de 2020.

El rechazo al uso de mascarillas se produce cuando una persona que accede a un lugar donde se requieren cubrimientos faciales tales como mascarillas higiénicas se niega a usar uno sin una exención válida, en violación de las pautas del establecimiento y, en muchos casos, las leyes o mandatos gubernamentales. Esto puede ocurrir durante una pandemia cuando los expertos en salud recomiendan usar cubiertas faciales para reducir la propagación de enfermedades, lo que hace que los establecimientos o los gobiernos requieran tal uso. Quienes se nieguen a usar mascarillas durante una epidemia podrían poner en peligro la salud de otras personas.
El rechazo a usar mascarillas se agudizó en el contexto de la pandemia de COVID-19. Algunos incidentes de rechazo de mascarillas han dado lugar a enfrentamientos con el personal y/o los guardias de seguridad del establecimiento, las fuerzas del orden y otros. Estos enfrentamientos en ocasiones han sido verbalmente ruidosos o en algunos casos violentos. Algunos de los que se niegan a usar mascarillas que han participado en enfrentamientos han sido arrestados y, en ocasiones, procesados penalmente. Los videos de estos incidentes, que han ocurrido en ubicaciones como tiendas minoristas y aviones, a menudo se han visto en las noticias y las redes sociales y se han vuelto virales.

## Historia
La oposición al empleo de mascarillas se produjo durante la pandemia de gripe de 1918. La Anti-Mask League of San Francisco («Liga Anti-Máscara de San Francisco») fue formada por aquellos que se negaban a usar mascarillas faciales. Durante la pandemia, se impusieron multas de 5 dólares en San Francisco por no usar mascarillas por «perturbar la paz», y muchos de quienes se negaron a usarlas pagaron las multas.
La oposición a los cubrebocas ha sido una visión que ha despuntado en todo el mundo durante las protestas por las respuestas a la pandemia de COVID-19, ya que aquellos que se oponen a los requisitos de cubrirse la cara han realizado protestas y exhibido comportamiento rebelde en público por su negativa a seguir esta directriz.

## Razones

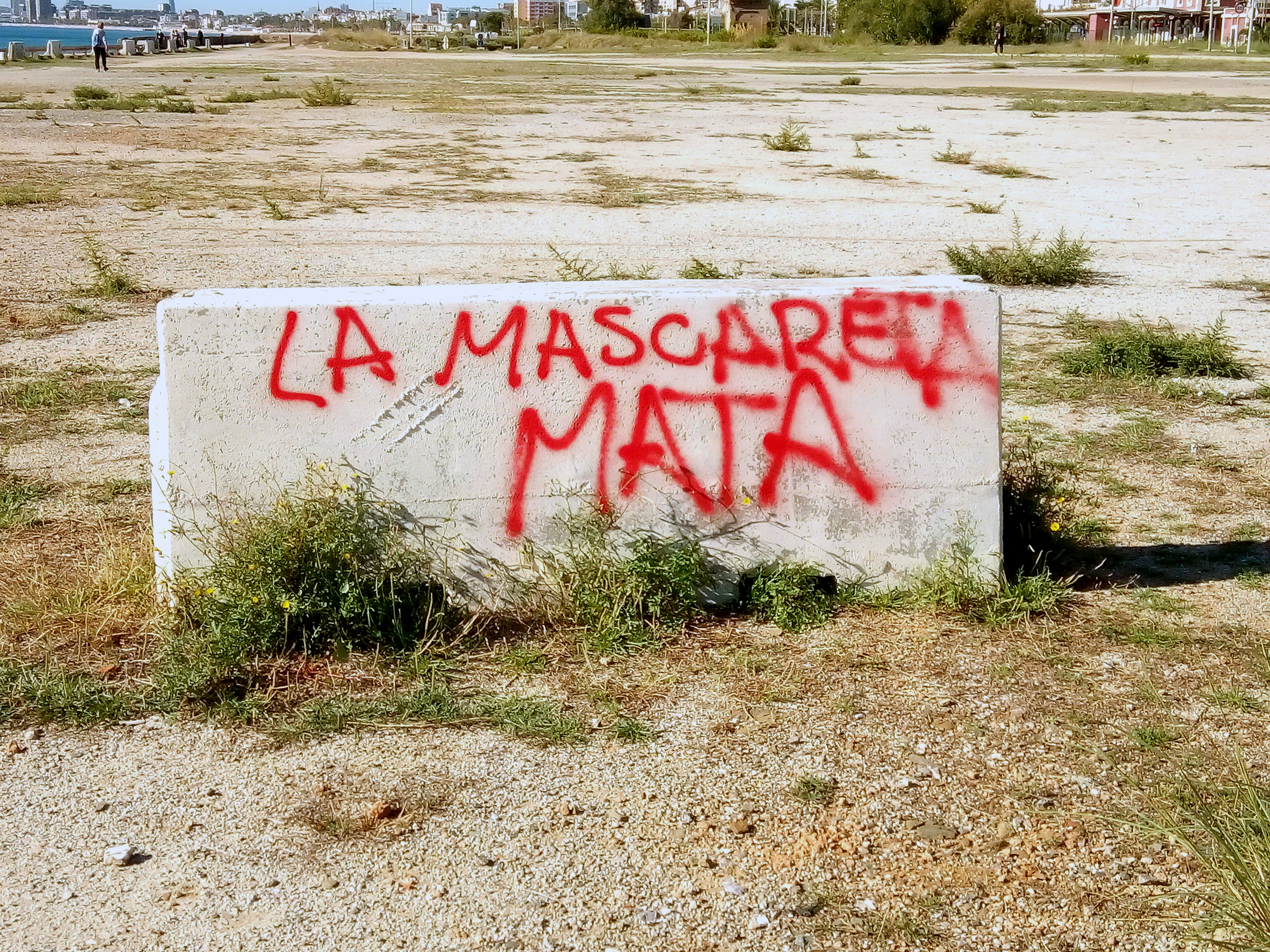
Grafiti antimascarilla durante la pandemia de COVID-19 en Montgat (España).

Las razones dadas por las personas que se niegan a usar mascarillas varían significativamente: algunos creen que son ineficaces para reducir la transmisión de COVID-19, que las amenazas del virus son exageradas (o incluso que no existe), mientras que otros se oponen a que los gobiernos tengan el poder para obligar a las personas a que se cubran la cara.
El uso de tapabocas ha sido visto como un ejemplo de división generacional por algunos, y aquellas personas de la tercera edad que se han negado a portarlas han podido ser consideradas egoístas. Además, se ha considerado que los hombres son más propensos a negarse a usar mascarillas, considerándolas una amenaza para su masculinidad. La negativa a usar mascarillas también está relacionada con la vacilación sobre las vacunas o su rechazo debido a la controversia de las vacunas, el conservadurismo político, la vivienda rural, y la no adherencia a las reglas de salud pública, o pautas de distanciamiento social. Otros factores que pueden hacer que las personas sean menos propensas a usar mascarillas incluyen una baja tasa de muerte debido a una enfermedad pandémica en la ciudad de origen y un bajo uso de mascarillas entre los compañeros.

## Consecuencias
Las consecuencias por el rechazo a usar mascarillas o el uso inadecuado de las mismas pueden variar desde la vergüenza pública, la expulsión de un establecimiento, ya sea de forma temporal o permanente, o procesamiento penal. En los Estados Unidos, las mujeres que se niegan a usar mascarillas son llamadas «Karens» como burla.